# El Bulli
El Bulli var en spansk restaurant nær Roses i Catalonien, Spanien, der blev drevet af Ferran Adrià og af Albert Adriàs kulinariske ideer. Restauranten lå ud til Cala Montjoi, der er en bugt ved Cataloniens Costa Brava. Den havde tre michelinstjerner, og blev beskrevet som den "mest fantasifulde generator af haute cuisine på planeten" i den britiske avis The Guardian. Restauranten blev også associeret med molekylær gastronomi.
Tidsskriftet Restaurantrangerede El Bulli som nummer 1 på deres liste ove verdens 50 bedste restauranter i både 2002, 2006, 2007, 2008 og 2009, samt nr. 2 i 2010, hvilket er en rekord.
El Bulli lukkede den 30. juli 2011, og blev genåbnet som et kreativt kulinarisk center i 2014.